# بدغيات
البدغيات أو الحنجوفيات (الاسم العلمي Anguidae)، فصيلة من الزواحف تنتمي إلى رتبة الحرشفيات. وهي فصيلة كبيرة ومتنوعة من السحالي الحقيقية المنتشرة في النصف الشمالي من الكرة الأرضية.